# Lavanderman
Lavanderman je prvi hvarski stripovski superheroj. Alias mu je Borisa Bunčuga, a ishodište njegovih moći u biljci je lavandi. Bori se protiv komaraca i moljaca, nesanice, glavobolje i vrtoglavice.

## O autorima
Autori su misteriozni likovi koji žive u sjeni junaka, kažu autori. Crta ga Vančo Rebac, a piše Toni Faver.

## Izdanja
Prvi broj izlazi u rujnu 2008. u 200 komada, odmah biva rasprodan te već u studenome doživljava drugo izdanje.
U drugom broju stripa, objavljenom u svibnju 2009., kao gosti svoj obol daju Damir Steinfl i Vinko Barić, svaki s po dvije table.
Između drugog i trećeg broja snima se igrani film "Lavanderman: istina ili mit?" Glavne uloge tumače Damir Markovina i Anja Alavanja, scenarist je ponovo Toni Faver, a režiju potpisuje Zvonimir Rumboldt. Direktor fotografije je Tomislav Krnić. Ova trojica, tj. nezavisna filmska produkcija "Kad - tad", su producenti filma. Film ima premijeru na filmskom festivalu u Puli 2010. godine.
U studenom iste godine izlazi dugoočekivani treći broj, deblji no ikada u čijoj realizaciji sudjeluje čak sedam crtača: Vinko Barić, Alem Ćurin, Igor Hofbauer, Kenji Masamura, Vančo Rebac, Esad Tomislav Ribić i Miro Župa.
U svibnju 2011. u izdanju udruge "Kad- Tad" izlazi CD s glazbom iz filma. Za njega skladbe stvaraju: Balun, Belan, Ćaleta, Gobac, Grubić, Hrepić, Ivašković, Matačić, Novcoselić, Rukavina, Rumboldt, Simčić, Stipišić, Škudar, Šverko i Tibljaš, a izvode: Narodno blago i Fon Biskich, Aqua Bronze, Radio Clash, Jackaranba, Hans, Hrepa, Pokvareno društvo, Psihomodo pop, The Cretens, Mone, Ro-La, Whats on Tv, mama?, Ziuzao, Neno Belan & Fiumens i The Playboys.
Početkom srpnja 2012. promovira se dugoočekivani 4. broj stripa. Ovo divot izdanje ima preko 80 stranica a Lavanderman je prvi put otisnut i u koloru. Kroz 5 epizoda vodi nas pet crtača: Kenji Masamura, Vinko Barić, Vančo Rebac, Miro Župa i po prvi put Štef Bartolić. Za 4 epizode scenarij potpisuje Toni Faver. Izdanje izlazi s dvije različite naslovnice, od kojih je japanska otisnuta u samo 200 komada.
U svibnju 2013. promoviran je 5. broj stripa,posvećen aktualnim lokalnim izborima, također s dvije naslovnice od kojih jedna ima 800 (Rebac), a druga 200 (Kordej) primjeraka. Sa 76 strana, ovaj broj ponovno uvodi postere. Autori su: Vinko Barić, Toni Faver, Ana Kolega,Damir Markovina, Igor Kordej, Vančo Rebac, Ana Schaub i Miro Župa.
Na reanimiranom MAFESTU u svibnju 2014. predstavljen je 6. broj. Glavnu priču preuzima Damir Ercegović, a uz veterane iz prošlih izdanja Vinka Barića( prvi put i na naslovnici), Vanču Rebca i Mira Župu Lavandermana crta i vinkovačka legenda, jedini i neponovljivi – Dubravko Mataković, koji potpisuje i jednu od dvije naslovnice! U ovom jedinstvenom izdanju po prvi put zajedno, rame uz rame, tajice uz tajice, bore se tri najveća hrvatska superheroja! Protman,  Superhrvoje i Lavanderman!
Duplerice su prepuštene, kako je i red, damama! U punom koloru, na sjajnom papiru svog omiljenog junaka portretiraju slikarica Nikolina Ivezić i kiparica Helena Ohnjec! Tema na duplericama je prigodničarske naravi – disco club! Naime, 2014. godine obilježava se pedesetogodišnjica prvog te vrste u Hrvatskoj koji se pod imenom „Amfora“ otvorio baš u Jelsi davne 1964.
Dana 21.08.2015. promoviran je u jelšanskoj galeriji "DALMACIJALAND" (zapravo Borisovoj konobi) novi broj. U sedmom broju stripa Zajebani Lavanderman Damir Ercegović nastavlja epsku epizodu „NAČELNIK, SAVJETNIK, ŠPIJUN“ i potpisuje jednu od noslovnica,  Vinko Barić vrača nas u prve dane diska,  Miro Župa vrača nas, pak, u prve dane svemira te potpisuje alternativnu naslovnicu, a pod paskom Alema Ćurina dolazi do susreta Lavandermana i Bevandermana!  Duplerice su ponovo prepuštene damama, Suzane Bernat i samozatajnoj umjetnici koja se skriva iza pseudonima GingerLolla!  Originalni crtač Lavandermena Vančo Rebac briljira u minijaturi „PREDSEZONA“. Tu je još i Helena Ohnjec s dva bravurozna akvarela. Po prvi put scenarij za Lavandermena (epizoda s Bevandermanom) potpisuje Franko Petrić, dok za ostale eizode (izuzev one Mira Župe) piše Toni Faver. Kao dodatak tu je i drugi dio filmskog scenarija (T. Faver) ilustriranog crtežima iz filma (V. Rebac).
Dana 24.08.2016, na sam rođendan Borisa Bartolomeja Bunčuge promovira se u rodnoj mu Jelsi osmi broj stripa! Glavni crtač serijala Damir Ercegović završava epohalnu trodjelnu epozodu i potpisuje glavnu naslovnicu te tri iulustracije unutar broja, Vinko Barić u epizodi "Urlike" opisuje susret mladog Borisa s terorističkom skupinom Baader-Meinhof 1972. u Njemačkoj. Vančo Rebac ilustrira probleme nastale poradi nabujalog obiteljskog turizma u epizodi "Obiteljski turizam! Vančo potpisuje i alternativnu naslovnicu. Duplerice se dohvatila mlada slikarica Jelena Sokić, a ovaj put među autore duplerca ugirao se i sveprisutni Vinko. Iako nema strip u ovom broju, Miro župa predstavljen je fotografijama skulptura na temu Lavandermana te plakatom filma "Pola stoljeća diska" čiji drugi plakat koji je takođe uključen u ovo izdanje potpisuje stara znanica Nikolina Ivezić. Osim njega s jednim akvalerom se predstavlja, sad već redovita, Helena Ohnjec. 
Dana 08.06.2017. u "Klubu Zona" na splitskom Šperunu promovirano je izdanje LAVANDERMAN INTEGRAL1! U ovom tvrdoukoričenom albumu reprintana su prva dva izdanja, sada već godinama nenabavljiva u prodaji. Naslovnicu posebno za ovaj broj crta originalni crtač Vančo Rebac. Format je nešto izdužen zbog engleskih podnaslova koji avanture dalmatinskog superjunaka po prvi put približavaju svima koji se služe i tim jezikom. Prijevod potpisuje Jasminka Golubić, koja je svojevremano prevela i film. Predgovor piše Jurica Pavičić. Osim samog reprinta ovo divot izdanje sadrži i pregršt neobjavljenih skica i odbačenih verzija kao i presjek članaka iz tiska povezanih s prvim brojevima. Visoki troškovi povezani s ovim izdanjem rezultirali su prolongiranjem objavljivanja redovitog devetog broja na 2018. Dobro je napomenuti kako je Ministarstvo kulture otkupilo 260 komada albuma za popunu fondova knjižnica diljem Hrvatske i na taj način učinilo konačno strip dostupnijim a samo izdanje (koje je otisnuto u 500 kom) raritetnijim.
Dana 24.08.2018. na Jelšanskoj pjaci, dvije godine nakon osmog predstavlja se deveti broj strip serijala, na 72 stranice našlo se mjesta za 4 epizode koje su nacrtali Damir Ercegović, Vinko Barić, Miro Župa i Marko Marković. U sve osim Župine epizode upleten je scenaristički Toni Faver. U ovom izdanju, prvom bez originalnog crtača Vanče Rebca, našlo se još mjesta i za duplerice Marije Kondres i Tee Jurišić, ilustraciju Stipana Tadića, nekoliko plakata izložbi iz Dalmacijalanda, fotoreportažu s proslave lanjskog Borisovog rođendana, par reklama, nekoliko keramičkih uradaka Helene Ohnjec, scanove jedne salvete i naslovnice starog Vjesnika, rječnik manje poznatih riječi te neke ludorije s facebooka.
Dana 20.06.2021. na zagrebačkom CRŠ-u konačno je predstavljen završni broj stripa Lavandermana. U desetom broju serijala o Lavandermanu osamdeset stranica izradilo je čak dvadeset autora. Vinko Barić po scenariju Tonija Favera nacrtao je dvije kraće epizode. Prva, naslovljena „Duplerica“, obrađuje fenomen srednjih stanica muških magazina viđen kroz prizmu hvarskog superheroja. Epizoda „Slon“pripada podžanru alternativne povijesti i govori o vremenu Hanibala Lucića i Petra Hektorovića.
Između Barićevih vinjeta nalazi se Tino Ćurin koji je opisao susret Crnog Popaja i Lavandermana. Na kraju, u drugome dijelu epizode zvanom  „Depresija je bolest zajebana“ Damir Ercegović, također po scenariju Tonija Favera, dovodi Borisa Bunčugu do nesretna završetka. Posljednju tablu, u kojoj Boris Bučuga umre, nacrtalo je četrnaest autora koji su već sudjelovali na projektu jer je svim suradnicima koji su radili na projektu poslana zamolba da je nacrtaju. Odazvali su se: Vinko Barić, Štef Bartolić, Alem Ćurin, Tino Ćurin, Džo, Igor Kordej, Nikolina Ivedzić, Marko Marković, Kenji Masamura, Dubravko Mataković, Helena Ohnjec, Vančo Rebac, Stipan Tadić i Miro Župa. U odvojenom dijelu s naslovom „Petnaest puta sam umro“ mogu se vidjeti sve verzije Lavandermanove smrti,
Sve je ukoričeno u četiri različite naslovnice (Vinko Barić, Damir Ercegović, Alem Ćurin, Toni Faver) i dodatno oplemenjeno dvijema duplericama (Sanja Jureško, Karina Sladović).